# Pseudomyrmex atripes
Pseudomyrmex atripes é uma espécie de formiga do género Pseudomyrmex, subfamilia Pseudomyrmecinae. Foi descrita por Smith em 1860.